# Miroslav Petrović (novinar)
Miroslav Petrović (Tuzla, 12. rujna 1946.) je bosanskohercegovački novinar.
Novinarstvom se bavi od 1965. godine ("Front slobode", "Sportske novosti"), profesionalno od 2. studenog 1969. godine. Radio je za više listova bivše Jugoslavije. Urednik tvorničkih listova "Kreka", "Sodaso", "Igmin". Dopisnik u raznim vremenskim periodima listova "Sportske novosti" Zagreb, "Oslobođenja" Sarajevo, "Večernjih novina" Sarajevo, "Borbe" i "Politike ekspres" Beograd, "Vjesnika" i "Večernjeg lista" Zagreb. Od 1994. godine dopisnik "Večernjih novina" Sarajevo, gdje je od 1996. godine do kraja 2005. godine bio šef dopisništva u Tuzli. Danas slobodni novinar, stalni dopisnik "Večernjeg lista" i "Sportskih novosti" Zagreb iz Tuzle.  Suradnik više časopisa i internetskih portala,  višegodišnji urednik publikacije "Sportski glasnik" Sportskog saveza općine Tuzla, te vrlo vrijedne publikacije "Naša Kreka" koja je doživjela dva izdanja.
Sudjeluje u dokumentarnom filmu 99 o tuzlanskoj Slobodi snimljenom povodom 99 postojanja kluba.

## Vanjske poveznice
- M.Petrović  Arhivirana inačica izvorne stranice od 7. veljače 2009. (Wayback Machine)